# Флаг сельского поселения Обушковское
Флаг муниципального образования сельское поселение Обушковское Истринского муниципального района Московской области Российской Федерации — опознавательно-правовой знак, служащий официальным символом муниципального образования.
Флаг утверждён 2 сентября 2010 года решением Совета депутатов сельского поселения Обушковское № 46 и 17 декабря 2010 года внесён в Государственный геральдический регистр Российской Федерации с присвоением регистрационного номера.

## Описание
«Прямоугольное двухстороннее голубое полотнище с отношением ширины к длине 2:3, с изображением фигур герба сельского поселения Обушковское: жёлтого, выходящего из верхнего края солнца, зелёной земли и поверх края земли жёлтой ветви черёмухи с белыми цветами и стоящего на ней поющего жёлтого соловья с распростёртыми крыльями».

## Обоснование символики
Флаг составлен на основании герба сельского поселения Обушковское по правилам и соответствующим традициям вексиллологии и отражает исторические, культурные, социально-экономические, национальные и иные местные традиции.
Сельское поселение Обушковское расположено на юго-востоке Истринского муниципального района.
Территория поселения отличается чистотой и живописностью природы: открытая местность пересекается красивыми смешанными лесами, многочисленные пруды окружены лугами с высокими густыми травами. Населённые пункты сельского поселения расположены по берегам рек — Истры, Беляны, Безымянной (Руденки), Грачихи. Особенно привлекательны эти места весной, когда начинают зеленеть деревья и прилетевшие соловьи поют свои песни. Сельское поселение Обушковское заслуженно пользуется любовью, как место благоприятное для отдыха. Ветви черёмухи и поющий соловей на флаге отражают красоту окружающей среды.
Ветвь черёмухи символизирует весну, развитие и жизненный рост, цветы — символ расцвета, подъёма, радости.
Соловей — символ музыкальности, творчества и скромности (все его слышат, но мало кто видит).
Выходящее сияющее солнце символизирует неразрывную историческую связь сельского поселения Обушковское с Истринским районом: солнце — фигура флага Истринского муниципального района.
Белый цвет (серебро) — символ чистоты, совершенства, мира и взаимопонимания.
Жёлтый цвет (золото) — символ богатства, стабильности, уважения, интеллекта, энергии.
Голубой цвет (лазурь) — символ чести, благородства, духовности, возвышенных устремлений; цвет бескрайнего неба и водных просторов.
Зелёный цвет — символ природы, здоровья, молодости.